# Black Hand
Black Hand (bra: A Mão Negra) é um filme noir estadunidense de 1950 dirigido por Richard Thorpe e estrelado por Gene Kelly.
De acordo com uma edição do The Hollywood Reporter de setembro de 1948, embora este filme seja uma ficção, ele é baseado em fatos reais: um sindicato do crime chamado "Mão Negra" , originário da Itália, operava nos Estados Unidos no final do século XIX e início do século XX.

## Elenco
- Gene Kelly como Giovanni E. "Johnny" Columbo
- J. Carrol Naish como Louis Lorelli
- Teresa Celli como Isabella Gomboli
- Marc Lawrence como Caesar Xavier Serpi
- Frank Puglia como Carlo Sabballera
- Barry Kelley como Police Captain Thompson
- Mario Siletti como Benny Danetta / Nino
- Carl Milletaire como George Allani / Tomasino
- Peter Brocco como Roberto Columbo
- Eleonora von Mendelssohn como Maria Columbo[5][6]
- Grazia Narciso como Sra. Danetta
- Maurice Samuels como Moriani
- Burk Symon como juiz
- Bert Freed como promotor
- Mimi Aguglia como Sra. Sabballera